# Németh Dávid
Németh Dávid (Kaposvár, 1957. január 6. –) református lelkész, egyetemi oktató (professzor emeritus) a Károli Gáspár Református Egyetem Hittudományi Karán. Kutatási és oktatási szakterületei a valláspedagógia, a vallásdidaktika, a valláslélektan, a pasztorálpszichológia, a poimenika, és a katechetika.

## Élete
1957. január 6.-án született, Kaposváron, hat testvér között negyedikként. Édesapja, Németh Győző református lelkipásztor, anyai dédnagyapja, Baltazár Dezső, a Tiszántúli Református Egyházkerület püspöke. Somogyjádon nevelkedett, itt járt általános iskolába, majd középiskolai tanulmányait a Debreceni Református Kollégium Gimnáziumában végezte 1971–1975 között. Egyetemi (teológiai) tanulmányokat 1975–1980 között a Budapesti Református Teológiai Akadémián folytatott, ahol 1981-ben tette le második lelkészképesítő vizsgáját. 
Egyetemi tanulmányainak kiegészítésekén ösztöndíjas tanulmányokat folytatott a Krichliche Hochschule Bielefeld/Bethel intézményében az 1981/1982-e és 1985/1986 tanévben, ahol elsősorban a pasztorálpszichológia területén végzett kutatói munkát.
Doktori (PhD) védése 1992-be zajlott le. Disszertációjának címe: Isten munkája és az ember lehetőségei a lelkigondozásban (megjelent: Bp., Kálvin Kiadó, 1993.). Az oklevelet a Budapesti Református Teológiai Akadémia állította ki, 2001-ben a Debreceni Református Hittudományi Egyetemen habilitált.

## Munkássága

### Lelkészi szolgálata
Egyetemi tanulmányai befejezése (1980) után az Únyi Református Egyházközségnél lett beosztott lelkész, egészen 1984-ig. Ezután a  Tatabánya-Bánhidai Református Egyházközségnél lelkészként folytatja a munkát 1997-ig.

### Egyetemi oktatói és kutatói munkája
A Károli Gáspár Református Egyetem Hittudományi karának oktatója, ahol 1994-1996 között a Vallás-pedagógiai és Pasztorálpszichológiai Tanszék adjunktusa, majd 1996-2002 között egyetemi docens, 2002-től kinevezett egyetemi tanár. 2022-ben vonult nyugdíjba, jelenleg professor emeritusként segíti az egyetem munkáját.
Tagja több hazai és nemzetközi tudományos testületnek: Gyökössy Endre Lelkigondozói és Szupervízori Intézet, a Doktorok Kollégiuma (1993-tól), a Coetus Theologorum (1997-től), a Wissenschaftliche Gesellschaft für Theologie (2002-től), az Internationale Akademie für Praktische Theologie (1998-2005 között), Református Iszákosmentő Misszió.
Kutatási és oktatási szakterületei a valláspedagógia, a vallásdidaktika, a valláslélektan, a pasztorálpszichológia, a poimenika, és a katechetika. Doktori témavezetettjei közül öten szereztek PhD-fokozatot.
"Németh Dávid azon kevés teológusok egyike, aki a szó legnemesebb értelmében a határokon mozog, egyfelől közvetítve a teológiai meglátásokat más tudományágak művelői felé, másfelől az ott szerzett ismereteket hatékonyan építi be saját teológiai gondolkodásába, gazdagítva ezzel egyházunk egész közösségét." 
Oktatói és kutatói munkája mellett többféle egyetemi megbízatásnak is eleget tett úgymint dékán, dékánhelyettes, szakfelelős, a Hittudományi Doktori Iskola vezetője és törzstagja, a KRE Szenátusának tagja.

### Kitüntetései
- 1995-ben Tatabánya városa Caritas Szociális Díjat nyújtott át neki.
- 2014-ben az MRE Doktorok Kollégiuma Aranygyűrűs teológiai doktorrá avatta.[4]
- 2017-ben Károli Emlékérmet kapott a Károli Gáspár Református Egyetemtől.[8]
- 2021-ben a Magyar Érdemrend tisztikeresztjének polgári tagozata állami kitüntetésben részesült "több évtizedes lelkipásztori szolgálata, a jövő lelkészeinek felkészülését segítő oktatói és kiemelkedő tudományos munkája, valamint a  Gyökössy Endre Lelkigondozói és Szupervízori Intézet létrehozásában vállalt szerepe elismeréseként".[9]
- 2022-ben a Károli Gáspár Református Egyetem Pro Universitate díjában részesült.[10]

## Főbb művei
- Németh, Dávid: Pasztorálantropológia, Budapest, Károli Gáspár Református Egyetem – L'Harmattan Kiadó, 2012, 508 p. ISBN 9789632366364
- Németh, Dávid: Hit és nevelés: Valláslélektani szemléletmód a mai valláspedagógiában, Budapest, Károli Gáspár Református Egyetem, 2002, 310 p. ISBN 9638392533
- Németh, Dávid – Kaszó, Gyula (szerk.): Vallásdidaktikai szöveggyűjtemény, Budapest, Ráday Könyvesház, 2001, 311 p.
- Németh, Dávid: Isten munkája és az ember lehetőségei a lelkigondozásban, Budapest, Kálvin Kiadó, 1993, 239 p. ISBN 9633005450
- Németh, Dávid: Vallásdidaktika – A hit és erkölcstan tanítása az 5–12. osztályban, Budapest, L'Harmattan, 2017.

További publikációi elérhetőek a Magyar Tudományos Művek Tárában.